# Мохамед Али паша имарет
Мохамед (Мехмед) Али паша имарет (на гръцки: Μεχμέτ Αλή Ιμαρέτ; на турски: Mehmed Ali Paşa Imaret) е част от комплекс, който е включвал още мектеб (начално училище), медресе, както и джамия в източномакедонския град Кавала, Гърция. Имаретът, смятан за шедьовър на ислямската архитектура, от 2004 година функционира като хотел.

## Местоположение
Имаретът заема голяма част от западния склон на полуостров Панагия, над Пристанище Кавала и близо до църквата „Успение Богородично“.

## История
Имаретът е основан в 1817 година от египетския валия Мохамед Али паша в родния му град Кавала. До 1902 година към имарета функционира ислямско духовно училище, наречено медресе-и хайрие. Всяка година училището има повече от петстотин ученици, идващи от всички краища на Източна Македония и Тракия, както и двадесет мюддериси (преподаватели). От 1902 до 1923 година е благотворителна организация. В голямата трапезария нуждаещите се кавалци два пъти седмично могат да намерят супа, пилаф, хляб и парче месо. Имаретът приютява 60 души лятно време и 300 зимно, като издръжката му възлиза на 8000 златни лири годишно. Повечето пари за неговото поддържане идват от експлоатацията на остров Тасос, който е дадена от султана на Мохамед Али.

## Архитектура
Имаретът е голям комплекс от късния османски период и е класически пример за ислямска архитектура, уникален пример за османския барок в Гърция. Разпростира се на площ от 4200 m2. Характерно за изграждането му е редуването на открити и затворени пространства, както и хармонията на композицията, въпреки големите му размери. Всички стаи са сводести, отворени към затворени вътрешни дворове и с прозорци с панорамна гледка към морето и града. Елегантните куполи както на стаите, така и на основните пространства, са покрити отвън с оловни листове, което отличава имарета от останалите сгради на полуостров Панагия. Сградата включва три атриума, библиотека, кабинет, учебна зала и много жилищни пространства.
След изселването на турското население на Кавала, от 1923 година имаретът функционира от време на време като музей, кафене и ресторант. В 2001 година е предоставен от египетското правителство за цялостно възстановяване и преустройство и от юли 2004 година работи като луксозен хотел. Мохамед Али паша джамия е запазена и конфигурирана като изложбено пространство и са изградени кафене и ресторант. От 67-те жилищни стаи на имарета са създадени около 30 стаи, всички различни по отношение на архитектурата и интериорната декорация. В мокрите зони, днес има традиционна турска баня и зона за масаж, докато два подземни резервоара за вода са превърнати в закрит отопляван басейн.